# LNG-Terminal Mukran
Das LNG-Terminal Mukran ist ein Flüssigerdgasterminal für den Import von Flüssigerdgas (LNG) im Fährhafen Sassnitz-Mukran auf der Ostseeinsel Rügen in Mecklenburg-Vorpommern. Das Terminal wird durch die Deutsche ReGas betrieben.

## Hintergrund
Der Grund für den Bau des LNG-Terminals ist das deutsche Vorhaben, wegen des am 24. Februar 2022 begonnenen russischen Überfalls auf die Ukraine und wegen russischer Liefermengenkürzungen unabhängiger von russischen Erdgaslieferungen per Pipeline zu werden. Vor diesem Hintergrund kündigte Bundeskanzler Olaf Scholz am 27. Februar 2022 im Rahmen einer Sondersitzung des Deutschen Bundestages an, dass in Deutschland kurzfristig zwei Flüssigerdgasterminals in Brunsbüttel und Wilhelmshaven errichtet werden sollen, um per Schiff geliefertes Flüssigerdgas anzulanden. Später beschloss die Bundesregierung (Kabinett Scholz) den Bau weiterer Terminals. Mukran ist einer von fünf Standorten, die seit 2022 als schwimmende LNG-Terminals an deutschen Küsten entstanden. Die Pläne für das LNG-Terminal Mukran zunächst als große schwimmende Plattformen vor Rügen wurden im Februar 2023 der Öffentlichkeit bekannt. Im September 2023 setzte sich ein Standort im Hafen Mukran durch.

## Netzanbindung
Das LNG-Terminal Mukran ist über die  etwa 50 Kilometer lange Ostsee-Anbindungs-Leitung (OAL) an das landseitige Gasfernleitungsnetz angebunden. Der Übergabepunkt der OAL an das Gasfernnetz befindet sich nahe dem Industriehafen Lubmin. Dort enden auch die beiden Russland-Pipelines Nord Stream 1 und Nord Stream 2. Durch deren Beschädigung fallen Importe aus und die Kapazität kann für LNG-Terminals genutzt werden. Das Gasnetz besteht aus den Pipelines NEL, Eugal und OPAL.
Die OAL wurde vom Bergamt Stralsund in der zweiten Jahreshälfte 2023 genehmigt. Durch Anwendung des LNG-Beschleunigungsgesetzes wurden Umweltauswirkungen zugunsten eines schnellen Verfahrens nur verkürzt geprüft.

## Genehmigung und Betrieb
Ursprünglich sollte das LNG-Terminal gemeinsam vom deutschen Energieversorgungsunternehmen RWE und Stena-Power aus Norwegen betrieben werden. Beide stiegen aus dem Projekt aus und die Deutsche ReGas übernahm das Vorhaben.
Sowohl das Ministerium für Wirtschaft, Infrastruktur, Tourismus und Arbeit des Landes Mecklenburg-Vorpommern als auch das Ministerium für Klimaschutz, Landwirtschaft, ländliche Räume und Umwelt des Landes Mecklenburg-Vorpommern forderten von der Bundesregierung (Kabinett Scholz) im Mai 2023 Maßnahmen zur Erhöhung der Akzeptanz des in Planung befindlichen LNG-Terminals Mukran, so auch durch den Ausbau der Vorpommern-Magistrale. Bundeswirtschaftsminister Robert Habeck (Bündnis 90/Die Grünen) kündigte im Juli 2023 in einen Brief an die Minister Reinhard Meyer und Till Backhaus die Freigabe von 500 Millionen Euro für die Bahnstrecke Berlin-Sassnitz an und bat um Unterstützung des Landes bei der Realisierung des Terminalbaus.
Im Februar 2024 genehmigte das Staatliche Amt für Landwirtschaft und Umwelt Vorpommern die Betriebstüchtigkeit des LNG-Terminals. Im April 2024 wurde die Genehmigung nach dem Bundes-Immissionsschutzgesetz für den Bau und Betrieb des LNG-Terminals erteilt und seit September 2024 ist das Terminal im Regelbetrieb. Bis zum Jahr 2043 darf die Deutsche ReGas jährlich maximal 110 Anlieferungen von Flüssigerdgas in zwei Regasifizierungsschiffen umwandeln.
Am Terminal befindet sich seit Juli 2024 das Regasifizierungsschiff Neptune in Betrieb. Es ermöglicht die Anlandung, Speicherung und Wiederverdampfung von tiefkaltem Flüssiggas, das danach über Zwischenspeicher in das Gasfernleitungsnetz eingespeist wird. Das Terminal hat eine jährliche Regasifizierungskapazität von bis zu 13,5 Mrd. Kubikmetern und eine freie Durchleitungskapazität von 16,6 GW/h. Das Regasifizierungsschiff Energos Power war von März 2024 bis Februar 2025 zusätzlich im Einsatz. Der Chartervertrag mit dem Bundesministerium für Wirtschaft und Energie wurde allerdings beendet. Die Deutsche ReGas begründet dies unter anderem mit Wettbewerbsverzerrung durch die staatliche Deutsche Energy Terminal, die die LNG-Terminals Brunsbüttel und Wilhelmshaven betreibt.

## Kritik

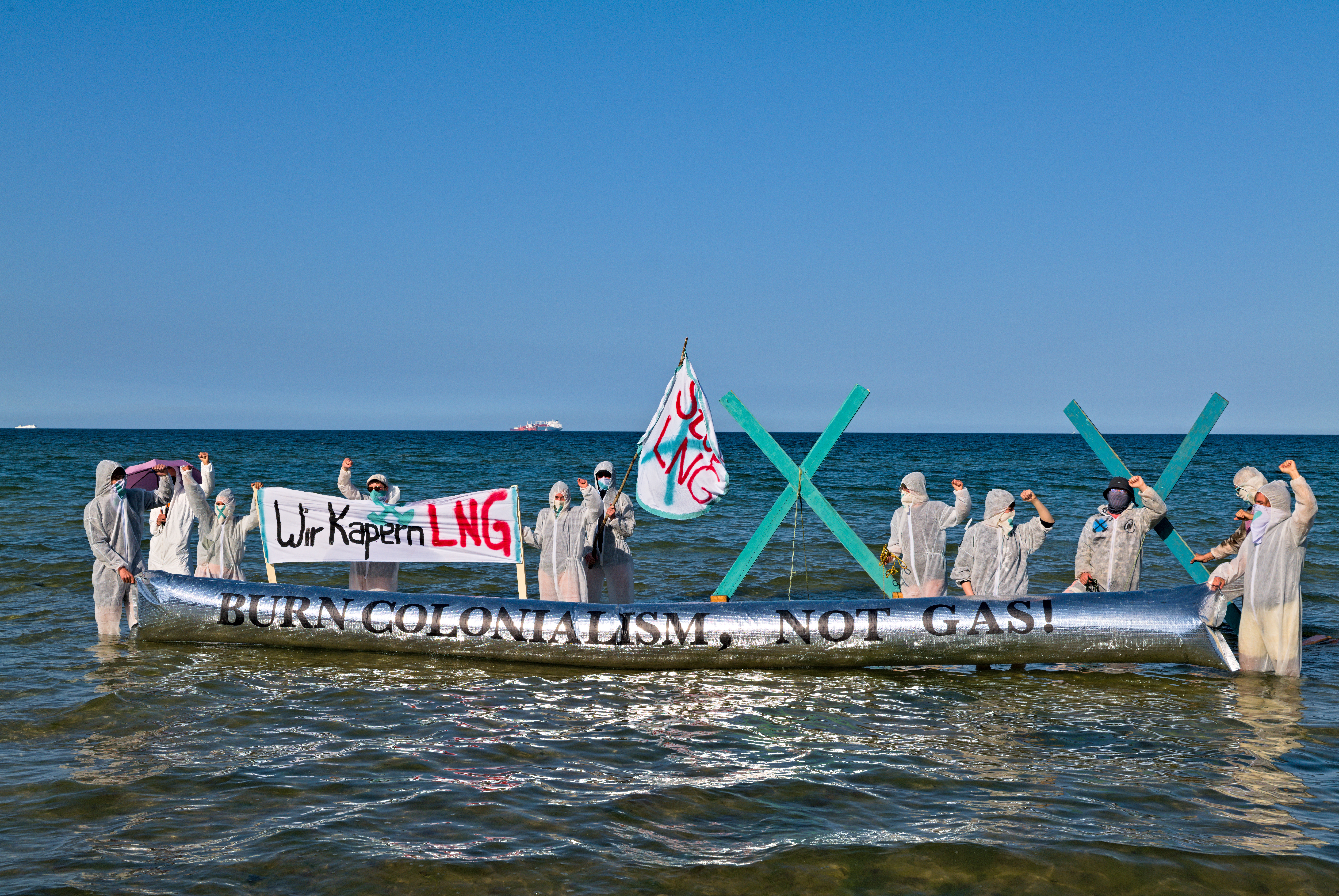
Protest gegen LNG im Mai 2023 in Sellin

Die vier größten deutschen Umweltschutzvereine Naturschutzbund Deutschland (NABU), Bund für Umwelt und Naturschutz Deutschland (BUND), Deutsche Umwelthilfe (DUH) und WWF Deutschland kritisieren das Projekt. Eine Gasmangellage und ein Bedarf würden nicht mehr vorliegen. Außerdem würde die neu zu verlegende Pipeline durch Schutzgebiete führen. Erheblich betroffen seien das Vogelschutzgebiet Greifswalder Bodden und südlicher Strelasund und die FFH-Gebiete Greifswalder Bodden, Teile des Strelasundes und Nordspitze Usedom und Greifswalder Boddenrandschwelle und Teile der Pommerschen Bucht. Die Gemeinde Binz als größtes Seebad auf der Insel Rügen fürchtet negative Auswirkungen für den Tourismus und sieht ein erhebliches Sicherheitsrisiko. Eilanträge auf Baustopp gegen die Ostsee-Anbindungs-Leitung für das Terminal waren ohne Erfolg. Die Klagen gegen den ersten Seeabschnitt blieben später auch erfolglos. Die Eilanträge der Gemeinde Binz, des Deutschen Jugendherbergswerks als Betreiber der Jugendherberge Prora und von zwei privaten Grundstückseigentümern aus Sassnitz gegen das LNG-Terminal blieben ebenso erfolglos. Aufgrund des Terminals kam es zu Protesten des Bündnisses Ende Gelände.